# Флорида (полуостров)
Флорида (на английски: Florida Peninsula) е полуостров в югоизточната част на САЩ, част от щата Флорида. Дължината му от север на юг е около 600 km, ширината до 240 km, а площта 115 000 km². Затваря от североизток големия Мексикански залив, на юг и югоизток Флоридският проток го отделя от остров Куба и Бахамските острови, а на север границата с континента се прекарва от залива Апалачи на запад до устието на река Сейнт Джонс на изток.
С изключение на югозападните и южните брегове, където са разположени заливите Тампа, Шарлот, Флорида и няколко други по-малки, бреговата линия на полуостров Флориза е слабо разчленена. Бреговете са ниски, праволинейни, лагунни и мангрови, с дълги пясъчни плажове на изток и запад, а на юг заблатени. Повърхността му представлява плоска равнина с височина до 99 m, изградена предимно от палеоген-неогенови варовици, с които е свързано наличието на множеството карстови форми. Източният край на полуострова е малко по-издигнат, а западният е много нисък.
Климатът е океански, субтропичен на север, тропичен на юг. Зимата е топла и слънчева, а лятото влажно. Средната януарска температура е от 14°С на север до 20,7°С на юг, а средната юлска съответно 27°С и 28,7°С. Годишната сума на валежите е 1200 – 1400 mm. Реките, протичащи през полуострова, са къси, но многоводни – Сейнт Джонс (500 km), Суони (396 km, само долното течение), Уитлакучи (227 km), Кисими (216 km). Има многобройни езера – Окичоби (1890 km²), Истокпода, Кисими, Апопка, Джордж и др. Южната му част е силно заблатена, като тук е разположен националният парк „Евърглейдс“. Растителността на север е субтропична (бор, магнолия, палма джудже), а на юг – тропична. Разработват се големи находища на фосфорити и титанови руди. Полуостровът е гъсто населен, като тук са разположени едни от най-хубавите, но и най-скъпите морски курорти в света.
Източният бяг на полуострова е открит на 2 април 1513 г. от испанския конкистадор Хуан Понсе де Леон, след което до 14 юни открива цялото източно (до 30° с.ш.), южно и западно крайбрежие до 26°45′ с.ш. През май 1528 г. останалата част от западното крайбрежие е открито от друг испански конкистадор Панфило де Нарваес.